# Atmosféra (jednotka)
Atmosféra je označení dvou zastaralých jednotek tlaku, nepatřících do soustavy jednotek SI. Rozlišujeme technickou atmosféru a fyzikální atmosféru; obě jednotky jsou velikostí velmi podobné a přibližně se rovnají normálnímu tlaku zemské atmosféry při hladině moře. Nepatří mezi zákonné měrové jednotky a jejich používání normy nepřipouštějí.

## Technická atmosféra
Tato jednotka byla dříve používána k měření tlaku v technických oborech, především ve strojírenství a značila se at, případně ata (atmosféra technická absolutní) pro vyjádření celkového tlaku, resp. atp (atmosféra technická přetlaku) pro vyjádření rozdílu tlaku (např. v parním kotli proti okolnímu tlaku vzduchu). Technická atmosféra odpovídá hydrostatickému tlaku 10 m vodního sloupce (1 kgf/cm2) a je definována přesně převodním vztahem na jednotku pascal soustavy SI:
1 at = 9,806 65×104 Pa (přesně),
čili přibližně
1 at = 0,1 MPa.
Pro převod na fyzikální atmosféru platí přibližný vztah
1 at = 0,967 84 atm.
Převod na jednotku bar:
1 at = 1 kp·cm⁻² = 0,980 665 baru.

## Fyzikální atmosféra
Tato jednotka se alternativně nazývala též absolutní atmosféra (nezaměňovat s atmosférou technickou absolutní) . Byla dříve používána zejména ve fyzice a přírodních vědách obecně (zejména v meteorologii, geologii, geofyzice a planetologii) a značila se atm. Byla definována jako normální tlak vzduchu. Je dána přesně převodním vztahem na jednotku pascal soustavy SI:
1 atm = 101 325 Pa (přesně),
čili přibližně
1 atm = 0,1 MPa.
Pro převod na technickou atmosféru platí přibližný vztah
1 atm = 1,0332 27 at.
Pro převod na jednotku torr platí:
1 atm = 760 torrů (přesně).
Převod na jednotku bar:
1 atm  = 1,013 25 baru.